# فرانسيسكوس باتريكيوس
فرانسيسكوس باتريكيوس (باللاتينية: Franciscus Patricius) (و. 1529 – 1597 م) هو فيلسوف، وكاتب، وشاعر، وأستاذ جامعي، وكاتب خيال علمي ولد في كريس.
توفي في روما، عن عمر يناهز 68 عاماً.